# Pauridioneura acrospila
Pauridioneura acrospila är en fjärilsart som beskrevs av Turner 1926. Pauridioneura acrospila ingår i släktet Pauridioneura och familjen spinnmalar. Inga underarter finns listade i Catalogue of Life.